# Teispes
Teispes (Chishpish) var enligt traditionen akemenidisk kung av Persien från cirka 675 till 640 f.Kr. Han var son till Achæmenes. Hans kungadöme låg i den sydvästra delen av det som idag är Iran och var under olika perioder en vasallstat till det Mediska riket och till Elam. Teispes erövrade den elamitiska staden Anshan. Han efterträddes av sin son, Kyros I.